# Kleinkarlbach
Kleinkarlbach település Németországban, Rajna-vidék-Pfalz tartományban. Lakosainak száma 823 fő (2023. december 31.).

## Népesség
A település népességének változása:
| Lakosok száma | 764  | 834  | 829  | 832  | 847  | 823  |
|               | 1975 | 2017 | 2019 | 2021 | 2022 | 2023 |